# 모자이크 (텔레비전 프로그램)
《모자이크》는 KBS 창원방송총국에서 자체적으로 제작·방영하는 프로그램이다.
이 프로그램은 전국 단위의 프로그램은 아니며, 경남 지역에서만 방송된다.